# La strana coppia (serie televisiva 2007)
La strana coppia è una sitcom italiana prodotta nel 2007.
La serie è ispirata all'omonima commedia di Neil Simon del 1965, già portata sul grande schermo con un film omonimo nel 1968, e trasposta sul piccolo schermo dalla ABC con una serie televisiva omonima nel 1970.
Questa versione italiana, prodotta da RTI e realizzata da ITC Movie e Rodeo Drive per Italia 1, è stata adattata per il pubblico dell'Italia: i protagonisti sono italiani (i loro nomi sono Oscar Masi e Felice De Santis detto "Felix"), è ambientata a Milano, e anche le ambientazioni e le storie sono specifiche.
La serie è interpretata dal duo comico Luca e Paolo, e la storia si basa sulla contrapposizione tra i due personaggi principali, Oscar e Felix, i cui caratteri sono completamente differenti.

## Trama
Felix, un trentacinquenne pignolo, maniacale e invadente, viene improvvisamente lasciato dalla moglie e sbattuto fuori di casa. Disperato, si precipita dall'amico Oscar, al contrario di lui disordinato, trasandato e menefreghista, che si offre a malincuore di ospitarlo per qualche tempo. Dal primo giorno di convivenza, la missione di Felix diventa quella di rendere la casa e la vita di Oscar precise e ordinate; Oscar ovviamente soffre terribilmente questa situazione, e mira a stabilire una situazione in cui sia il suo disordine a prevalere e non l'invadente pignoleria del coinquilino.

## Episodi
| Stagione       | Episodi | Prima TV |
| -------------- | ------- | -------- |
| Prima stagione | 30      | 2007     |

## Personaggi e interpreti

### Personaggi principali
- Oscar Masi (stagione 1), interpretato da Luca Bizzarri.
È un giornalista sportivo di 35 anni, esperto soprattutto di ciclismo, basket (non si perde una partita dell'Olimpia Milano) e rugby, il suo primo amore. Nonostante questa passione per lo sport, non è mai diventato una firma importante del suo giornale, limitandosi a scrivere pezzi in cui, più che la sua indubbia competenza, traspare l'emozione per l'evento raccontato. Cialtrone e conscio di prendersi poco sul serio, ironizza spesso su sé stesso e su chi gli sta accanto, non rendendosi conto molte volte di superare il limite. In campo sentimentale non è mai stato capace di portare avanti una relazione seria con una donna, arrivando quasi sempre a distruggere "volontariamente" ogni sua storia con un tradimento; proprio questa sua mancata propensione alla monogamia ha portato alla fine del suo matrimonio con l'ex moglie Federica, con cui oggi è ai ferri corti. Tra i suoi vizi c'è il poker, l'unica occasione per lui, schivo e riservato, di fraternizzare con il resto dell'umanità, e i sigari toscani, di cui possiede un'enorme collezione. Questa sua tranquilla vita da single viene però sconvolta quando ha la "sciagurata" idea di aiutare il fraterno amico Felix, sbattuto fuori di casa dalla moglie, e ospitarlo a casa sua: la sua routine viene di colpo stravolta, ritrovandosi sempre tra i piedi il pedante coinquilino, il quale non perde occasione per cercare di cambiare lo stile di vita di Oscar.
- Felice "Felix" De Santis (stagione 1), interpretato da Paolo Kessisoglu.
È un fotografo specializzato in still life, campo in cui è un vero maestro. Detto "Felix", è coetaneo di Oscar, ma a parte l'età le somiglianze tra i due finiscono qui, dato che Felix è quasi un "anti-Oscar", opposto all'amico in qualsiasi cosa. Puntiglioso e maniaco del rigore e della perfezione, Felix sembra avere una naturale "predisposizione" per l'ordine, l'igiene e la puntualità, tutte cose che Oscar non riesce davvero a comprendere, e che di frequente lo portano quasi a "odiare" l'amico. Felix appare subito come una persona colta e sofisticata: capelli corti e curati, sempre perfettamente sbarbato, dimostra sovente anche una buona dose di cultura generale (basata soprattutto su un'ottima memoria), che lo porta spesso a sfoderare citazioni su citazioni con gli altri (soprattutto in campo cinematografico, di cui è un grande appassionato), anche se la maggior parte delle volte, più che intelligente, appare logorroico come pochi. Cultore dell'alimentazione sana (passa ore e ore a cucinare, utilizzando i più pregiati e ricercati ingredienti) e della cura del proprio corpo, Felix si dimostra però anche ansioso e ipocondriaco, oltre che vittima di stress vari che lo portano in fretta all'autocompatimento. Tutte queste piccole e grandi manie (o meglio follie) sono state in pratica la causa scatenante che hanno portato sua moglie Gloria a porre fine al loro matrimonio, costringendo Felix ad andarsene di casa e a chiedere ospitalità all'amico Oscar. Nonostante ciò, Felix non si è ancora rassegnato alla fine della loro relazione, e periodicamente tenta (per lui, sempre inutilmente) di riconquistare l'ex moglie.

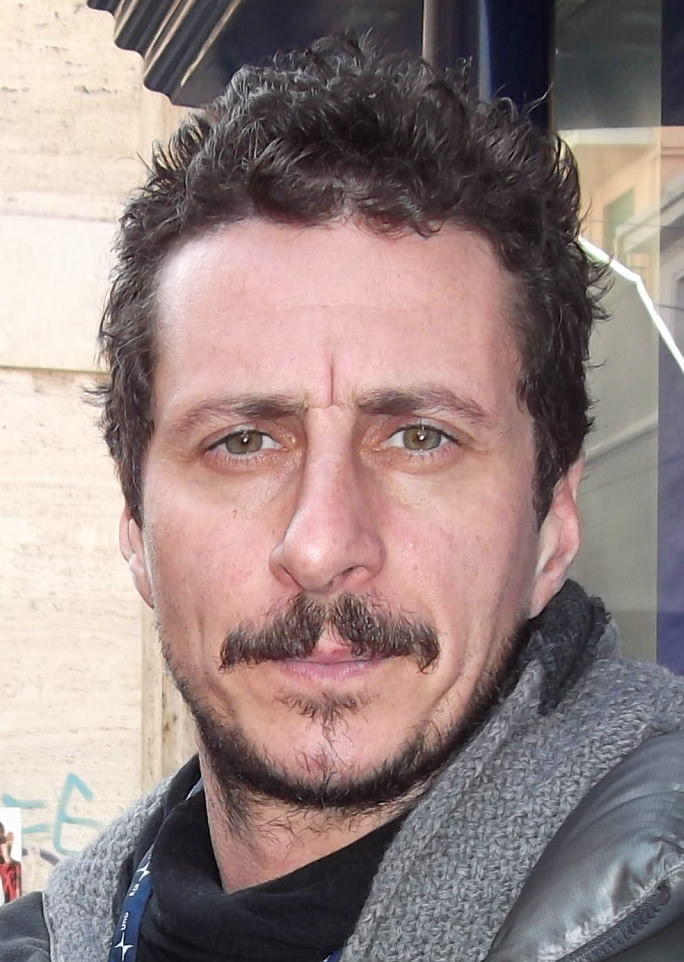
Luca Bizzarri interpreta Oscar
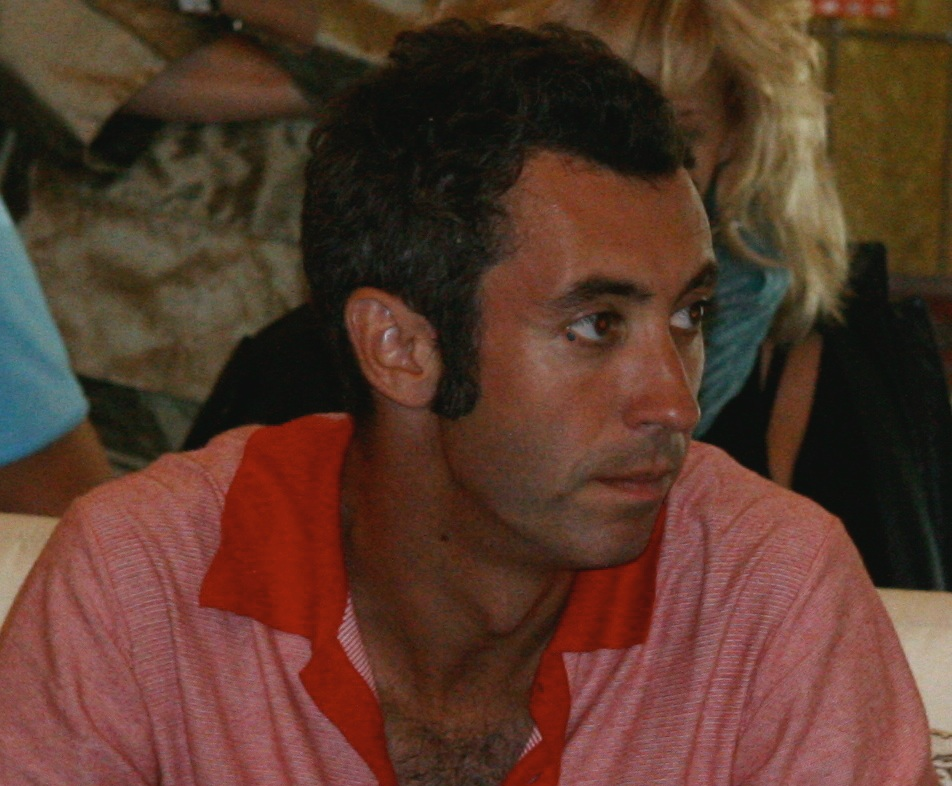
Paolo Kessisoglu interpreta Felix

### Personaggi secondari
- Federica Bauer (stagione 1), interpretata da Federica Bonani.
È l'ex moglie di Oscar. In realtà i due sono solo separati e non hanno ancora divorziato definitivamente, ma ormai da qualche anno vivono vite indipendenti, e la distanza ha fatto nascere tra di loro una guerra senza esclusione di colpi, che periodicamente si acuisce. Gli unici momenti in cui i due coniugi si incontrano (o meglio, si "scontrano") è quando Federica va da Oscar a reclamare il suo assegno di mantenimento, o quando i due devono scambiarsi qualche dolorosa ripicca.
- Ivo Grossi (stagione 1), interpretato da Francesco De Vito.
È un amico di Oscar e Felix. Ivo è una guardia giurata che lavora nella banca di fronte a casa di Oscar, il quale appena può abbandona il lavoro e sale in casa di Oscar per passare un po' di tempo con i suoi amici, soprattutto quando c'è da giocare una partita a poker.
- Annalisa (stagione 1), interpretata da Linda Gennari.
È la segretaria di Oscar. In realtà, Annalisa era stata assegnata a Oscar dal direttore del giornale con lo scopo di spiarlo, in modo che potesse controllarlo e assicurarsi che consegnasse in tempo i suoi articoli, ma alla luce dei fatti la ragazza è stata letteralmente plagiata da Oscar, trasformandola de facto nella sua segretaria personale. Col tempo Annalisa ha finito inevitabilmente per maturare una cotta per Oscar, anche se non ricambiata.
- Doris (stagione 1), interpretata da Eleonora Mazzoni.
È la scontrosa cameriera del pub dove Oscar, Felix e i loro amici passano le serate fuori casa. Oscar la corteggia volgarmente di continuo e lei lo asseconda con altrettante provocazioni.
- Germana Cananzi (stagione 1), interpretata da Roberta Mengozzi.
È la vicina di casa di Oscar e Felix. Trasferitasi a Milano anni prima per ragioni sentimentali, oggi è separata dall'ex marito (un tassista che dopo averla trattata malissimo l'ha pure tradita, e che ancora adesso di tanto in tanto fa capolino nella sua vita, solitamente per infastidirla) e vive da sola. Essendo single, Felix l'ha "eletta" sua accompagnatrice ufficiale: in pratica si serve di lei per le occasioni più disparate ogni volta che ne ha bisogno, per esempio portandola con sé a rassegne cinematografiche di sconosciuti film orientali, o passando insieme pomeriggi a fare la spesa per trovare i suoi ingredienti culinari preferiti. Ha una cotta per Felix a lui del tutto ignota.
- Marina Paternò (stagione 1), interpretata da Chiara Muti.
È una dottoressa. Graziosa e minuta, ma dall'aria autoritaria e sicura di sé (è appassionata di auto e moto, e le piace correre), la dottoressa Paternò lavora in uno studio medico. Proprio qui conosce Felix (e tutta la sua serie di ossessioni, a cui Marina non da molto peso) e Oscar (che invece suscita la sua curiosità a causa della gastrite cronica di cui soffre); mentre il suo è solo – almeno inizialmente – un interesse professionale, per Oscar è invece un vero e proprio colpo di fulmine, e da questo momento fa di tutto per sedurla e conquistarla.
- Gloria (stagione 1), interpretata da Carlotta Natoli.
È l'ex moglie di Felix. Ha trent'anni ed è un'insegnante di matematica e fisica. Bella ed elegante, ma mai appariscente, Gloria ha deciso di chiudere la sua storia con Felix dopo tre anni di matrimonio, nonostante l'arrivo del figlio Leonardo, quando si è resa conto che tutta la serie di manie e ossessioni del marito rendevano impossibile la loro convivenza. In realtà, Gloria ama ancora Felix e probabilmente lo amerà per sempre, ma a causa della sua indole proprio non riesce a stargli ancora accanto. Proprio a causa dei suoi sentimenti mai sopiti, spesso si lascia coinvolgere nei tentativi di riconquista da parte di Felix, sperando ogni volta che suo marito sia cambiato, salvo poi rendersi conto alla fine che invece Felix rimane la stessa persona di sempre.